# Spremberger Stadtbahn 12
Die Spremberger Stadtbahn Nr. 12 war eine zweiachsige meterspurige Tenderlokomotive der Spremberger Stadtbahn.

## Geschichte
1938 lieferte die Lokomotivfabrik Orenstein & Koppel eine Lokomotive mit den Fabriknummer 13 178 an die Spremberger Stadtbahn.
Die Maschine war auf der sogenannten Kohlebahn, auf der Kohle aus den umliegenden Kohlegruben den Industriebetrieben im Spremberger Stadtgebiet zugeführt wurde, im Einsatz. Nach Einstellung des Verkehrs 1956 kam die Lok zur Deutschen Reichsbahn und wurde im RAW Görlitz für den Einsatz auf der Harzquerbahn ertüchtigt. Sie erhielt die Betriebsnummer 99 5201.
Für den Streckeneinsatz auf der steigungsreichen Strecke waren die Vorräte aber zu gering, so dass es bei Einsätzen im Rangierbetrieb überwiegend im Bahnhof Nordhausen-Nord blieb. Am 6. November 1968 wurde sie ausgemustert; vier Jahre später wurde sie verschrottet.

## Technische Merkmale
Auffällig war, dass es sich wieder um eine Nassdampflokomotive handelte, obwohl die Bahn mit einer Heißdampflokomotive, Nr. 11, gute Erfahrungen gemacht hatte. So war sie auch nicht so leistungsstark wie die Nr. 11, obwohl sie größer und schwerer war. Dies führte zu einem unruhigen Laufverhalten.
Im Gegensatz zu Nr. 11 lag der Kessel der Lok 200 Millimeter höher. Nr. 12 hatte ein Latowski-Dampfläutewerk und einen runden Sandkasten.
Die Lokomotive verfügte über eine Heusinger-Steuerung, der Antrieb erfolgte auf die zweite Achse.
Für den Einsatz auf der Harzquerbahn erhielt die Lok eine Körting-Saugluftbremse.
Die Lok besaß einen Innenrahmen aus Blech, der auch als Wasserkasten diente.